# Столица, Илия
И́лия Сто́лица (серб. Илија Столица; род. 7 июля 1978, Белград) — сербский футболист, нападающий; тренер. Выступал в сборной Сербии и Черногории и в клубах Сербии и Черногории, а также пяти зарубежных стран. Ныне — тренер словацкого клуба «Тренчин».

## Биография

### Клубная карьера
В футбол начал играть в семь лет. Главным кумиром Илии стал его дядя, который был профессиональным футболистом и играл в Первой лиге Югославии, потом — в Испании. В детстве он ходил вместе с ним на тренировки.
Профессиональную карьеру начал в клубе «Земун». Затем играл в Испании за клуб «Лерида». В 2000 году вернулся в «Земун». С 2000 года по 2001 год выступал за «Партизан». В команде отметился высокой результативностью. Но вскоре вернулся в «Земун».
Зимой 2003 года перешёл в донецкий «Металлург». В чемпионате Украины дебютировал 9 марта 2003 года в матче против полтавской «Ворсклы-Нефтегаз» (2:0). В следующем матче чемпионата против криворожского «Кривбасса» отметился забитым голом. В марте 2005 года покинул команду в статусе свободного агента. Всего за «Металлург» провёл 20 матчей и забил 5 голов в чемпионате Украины. Вскоре вернулся на родину в клуб ОФК.
Летом 2005 года перешёл в бельгийский «Сент-Трюйден». В Лиге Жюпиле дебютировал 6 августа 2005 года в матче против «Руселаре» (1:0), Столица забил единственный гол на 19 минуте. Зимой 2007 года перешёл в «Монс». В команде провёл один год и сыграл 42 матча и забил 10 мячей.
Зимой 2009 года перешёл в клуб греческой Суперлиги ОФИ из города Ираклион.
В 2010 году выступал за черногорскую «Будучност» (Подгорица). В 2010—2011 годах играл в США за клуб MLS «Нью-Инглэнд Революшн» и за его фарм-клуб, после этого завершил карьеру игрока.

### Карьера в сборной
Выступал за молодёжную сборную Югославии до 21 года и олимпийскую сборную. В 2005 году провёл 2 матча за национальную сборную Сербии и Черногории.

## Достижения
- Обладатель Кубка Югославии: 2001